# Праґаті-Майдан

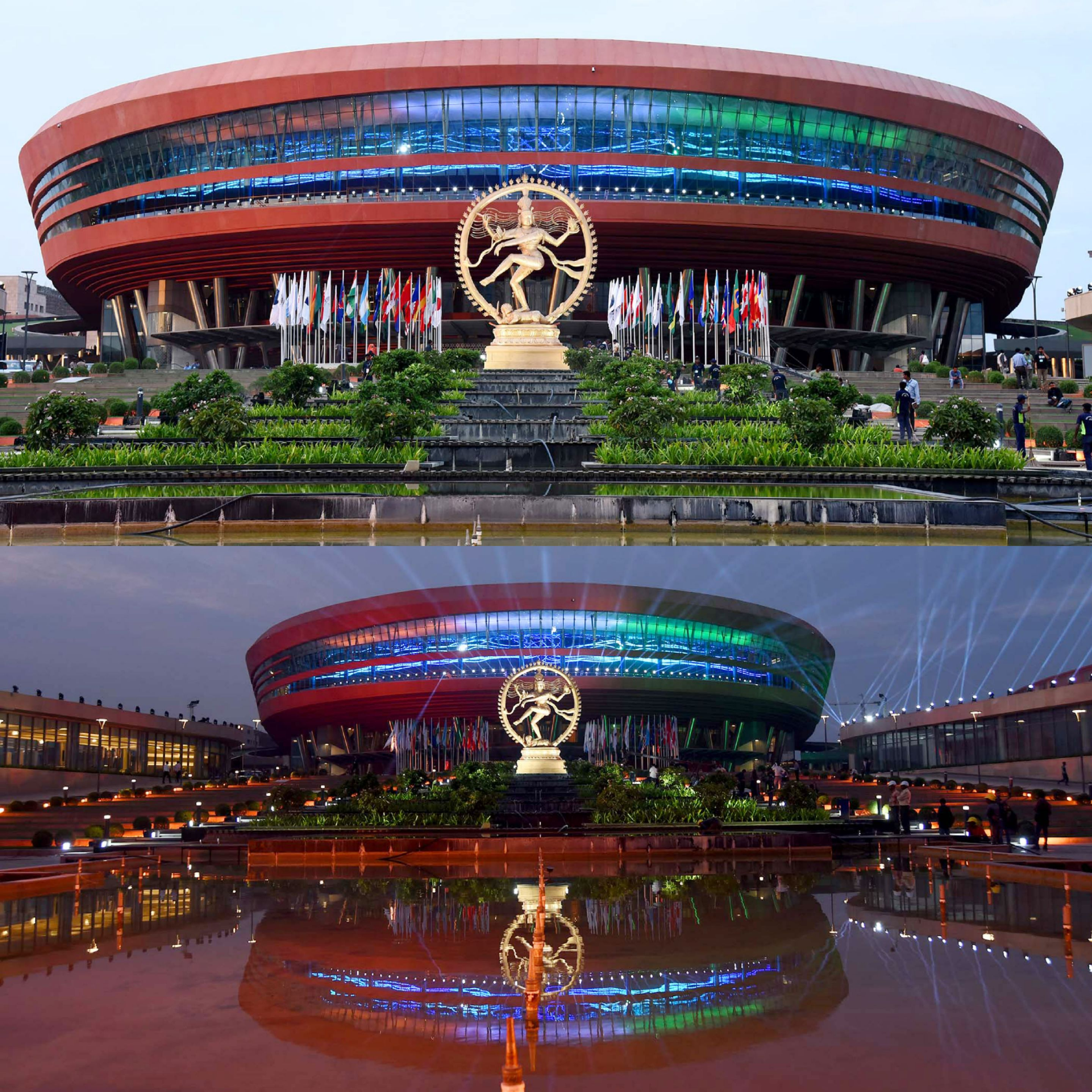
Холл 6 Праґаті-Майдану

Праґаті-Майдан (гінді प्रगती मैदान — «майданчик прогресу», англ. Pragati Maidan) — великий виставковий комплекс в Нью-Делі, Делі (Індія), збудований в сучасному стилі та оточений парковою зоною. 
Комплекс складається з великого числа будівель та окремих приміщень, у яких проводиться велике число національних та міжнародних виставок. П'ять з виставок є постійними — вони розташовані у павільйонах Неру, Атомної енергії та Оборони. 
Серед виставок, що традиційно тут відбуваються, — Індійський міжнародний торговий ярмарок, Світовий книжковий ярмарок і Auto Expo.
| Прапор Індії | Це незавершена стаття про Індію. Ви можете допомогти проєкту, виправивши або дописавши її. |